# Jan van der Dussen (burgemeester)

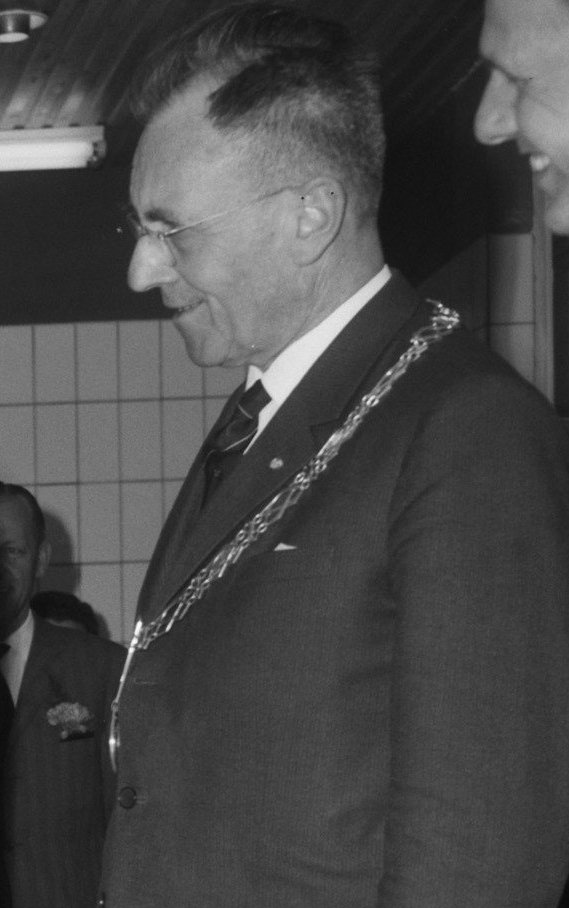
Burgemeester J.A.H.J. van der Dussen (1964)

Jacobus Aegidius Herman Jan van der Dussen (Kampen, 23 juni 1900 - Soest, 15 oktober 1989) was een Nederlands advocaat en burgemeester van Hengelo en Dordrecht.
Hij is afgestudeerd in de rechten aan de Rijksuniversiteit Utrecht en was vanaf 1925 als redacteur-verslaggever werkzaam bij de Provinciale Overijsselsche en Zwolse Courant. Vanaf 1925 was hij elf jaar advocaat en procureur in Kampen en van 1932 tot 1937 was hij daar wethouder. In 1937 werd Van der Dussen burgemeester van Hengelo. 
Tijdens de bezetting liet Van der Dussen niet na telkens te laten blijken niets op te hebben met de praktijken en ideologie van de bezetter en dat heeft hem “de nodige conflicten” opgeleverd, zoals weergegeven in het boek Hengelo in oorlogstijd (Jan-Pieter van Vree, 1985) dat “talloze aanvaringen” met de Duitse autoriteiten en de NSB vermeldt. Op 5 juni 1942 wordt Van der Dussen opgepakt en overgebracht naar kamp Beekvliet in Sint-Michielsgestel. Op 29 september 1942 verschijnt in de kranten het bericht, steeds op de voorpagina: “Bij besluit van den commissaris-generaal voor bestuur en justitie is met ingang van 12 september j.l. aan mr. J.A.H.J. van der Dussen ontslag verleend als burgemeester van Hengelo”. Na zijn arrestatie nam de burgemeester van Almelo, mr. Mello Sichterman, korte tijd deze taak van hem over, waarna de NSB-er Gerrit Nijk burgemeester werd. Na de oorlog werd Van der Dussen wederom burgemeester van Hengelo, nu van 1945 tot 1951. 
In dat jaar werd hij burgemeester van Dordrecht, waar Van der Dussen met name verantwoordelijk was voor de binnenstadssanering. Bij zijn afscheid in Dordrecht werd Jan van der Dussen op 29 juni 1965 ereburger van Dordrecht. Daarna was hij nog negen jaar regeringscommissaris voor de Omroep.